# Giro di Romagna 1927
Il Giro di Romagna 1927, dodicesima edizione della corsa, si svolse il 7 agosto 1927 su un percorso di 288 km. La vittoria fu appannaggio dell'italiano Allegro Grandi, che completò il percorso in 10h15'00", precedendo i connazionali Paolo Zanetti e Michele Gordini.
I corridori che tagliarono il traguardo di Lugo furono 11.

## Ordine d'arrivo
| Pos. | Corridore          | Squadra      | Tempo      |
| ---- | ------------------ | ------------ | ---------- |
| 1    | Allegro Grandi     | Ives-Pirelli | 10h15'00"  |
| 2    | Paolo Zanetti      | Ganna-Dunlop | a 13'35"   |
| 3    | Michele Gordini    | -            | a 24'40"   |
| 4    | Enea Dal Fiume     | -            | a 31'50"   |
| 5    | Aldo Canazza       | -            | a 45'00"   |
| 6    | Epaminonda Ronconi | -            | s.t.       |
| 7    | Antonio Candini    | -            | s.t.       |
| 8    | Isidoro Doro       | -            | a 50'00"   |
| 9    | Adolfo Martelli    | -            | a 50'15"   |
| 10   | Giuseppe Casadio   | -            | a 56'00"   |
| 11   | Ferdinando Leoni   | -            | a 1h05'00" |